# The Bourne Identity (miniserie)
The Bourne Identity is een miniserie uit 1988 en een verfilming van Robert Ludlums roman Het Bourne Bedrog uit 1980 met in de hoofdrollen Richard Chamberlain (als Jason Bourne) en Jaclyn Smith (als Marie St. Jacques).
De miniserie blijft trouw aan het oorspronkelijke plot uit het boek, in tegenstelling tot een latere verfilming met Matt Damon in de hoofdrol.

## Synopsis
Zwaargewond spoelt een mysterieuze man aan op de Franse Middellandse Zeekust. Lokale vissers vinden hem en brengen hem naar een gepensioneerde Engelse arts, die drankproblemen heeft. De arts lapt de man weer op en vindt tijdens de operatie in de heup van de man een geïmplanteerde microfilm met daarop een bankrekeningnummer bij een bank in Zürich. Wanneer de man bijkomt, blijkt hij te lijden aan geheugenverlies en weet daardoor niet wie hij werkelijk is. Om zijn verleden te achterhalen reist hij naar de bank in Zürich, waar hij leert dat zijn naam Jason Bourne is. Hij krijg in Zürich steeds te maken met onbekende mensen, die hem willen vermoorden. Vervolgens leidt zijn spoor hem naar Parijs en dan verder naar New York. Langzamerhand ontdekt hij dat hij een heuse moordmachine is.

## Rolverdeling
| Acteur              | Personage              |
| ------------------- | ---------------------- |
| Richard Chamberlain | Jason Bourne           |
| Jaclyn Smith        | Marie St. Jacques      |
| Anthony Quayle      | Gen. François Villiers |
| Donald Moffat       | David Abbott           |
| Shane Rimmer        | Alexander Conklin      |
| Yorgo Voyagis       | Carlos                 |
| Denholm Elliott     | Dr. Geoffrey Washburn  |
| Peter Vaughan       | Fritz Koenig           |
| Michael Habeck      | The Fat Man            |
| Wolf Kahler         | Gold Glasses           |
| Philip Madoc        | D'Armacourt            |
| Bill Wallis         | Chernak                |